# Coloma de Còrdova
Coloma de Còrdova (Còrdova, primera meitat del segle ix - 853) va ésser una monja cristiana de Còrdova màrtiritzada per no voler renunciar a la seva fe cristiana durant l'emirat de Muhàmmad I. Venerada com a santa, és un dels Màrtirs de Còrdova i celebrada el 17 de setembre en el calendari litúrgic.

## Biografia
Era monja al monestir de Tábanos, monestir doble mossàrab, proper a Còrdova, que havien fundat ella, la seva germana Elisabet i el cunyat, Jeremies de Tábanos, i que dirigia un altre germà de Coloma, Martí. El nou emir de Còrdova Muhàmmad I va endurir les mesures contra els cristians de Còrdova, fins llavors tolerats sempre que no fessin pública la seva fe ni fessin proselitisme, i va iniciar una persecució en 852. Coloma es refugià en Còrdova, però en no voler renegar de la seva fe, fou condemnada a mort i decapitada, segons la tradició, un 17 de setembre.
El seu cos fou llençat al riu Guadalquivir, on fou rescatat pels cristians.

## Veneració
Les restes de Coloma foren enterrades a Santa Eulalia de Fragellos (Còrdova). Ambrosio de Morales diu que les restes de la santa cordovesa foren portades a l'abadia de Santa María la Real de Nájera (la Rioja), sense donar documentació que ho provi. No obstant això, existia des del segle v, a la rodalia de Nájera, un monestir dedicat a Santa Coloma de Sens i que és potser, l'origen de la confusió.
A partir d'aquesta vinculació a Nájera, les esglésies d'Arceniega i Albendiego, que guardaven relíquies de la santa i que estaven dedicades a la Coloma gal·la, van passar a confondre l'advocació amb les de la Coloma cordovesa fins al punt que les autoritats eclesiàstiques marcaven aquests temples com de la santa de Còrdova, tot i celebrar-ne la festa el dia de la Coloma de Sens. És un cas, però, que es repeteix sovint: la devoció a Coloma de Còrdova s'estengué ràpidament per Castella a partir del segle x, principalment portada pels mossàrabs, i en molts casos, l'advocació originària de la santa gal·la es transformà en la de la Coloma cordovesa.

## Llegenda gallega de Santa Comba
La veneració envers Santa Comba a Galícia data de l'Edat mitjana. Segons Allyson M. Poska, el culte era "probablement una combinació dels cults de dues verges màrtirs": santa Coloma de Sens i Coloma de Còrdova.
La llegenda deia que Coloma era natural de Galícia i que, abans de convertir-se, era una bruixa. Un dia va trobar Crist en un camí i va canviar la seva vida. Convertida, va morir màrtir en no voler renunciar a la seva nova fe. Esdevingué la santa patrona de les bruixes de Galícia, intercedint per elles i, alhora, era invocada per protegir-se'n.
A Coïmbra hi havia una capelleta al lloc on, suposadament, la santa havia sofert martiri. En acabar la primavera, les joves n'ornaven l'altar amb roses en record del seu martiri.